# ミュージック・ライフ
『ミュージック・ライフ』（MUSIC LIFE）は、シンコー・ミュージック（創刊当時は新興音楽出版社）が編集・発行した音楽雑誌。主に洋楽を取り上げた。1998年12月号をもって休刊。

## 歴史
- 1937年 - 流行歌の雑誌として創刊（題名は『ミユジックライン』）。当初は月刊誌ではなく不定期刊だった。
- 1938年 - 『歌の花籠』と改題。
- 1941年 - 『アコーディオン・ハーモニカ研究』との合同で『國民の音楽』と改題。
- 1943年 - 太平洋戦争の影響により休刊。
- 1946年 - 『ミュージック・ライフ』として復刊するが、後に休刊。
- 1951年 - 再び復刊。
- 1958年 - 主要レコード店の売上を基に集計したヒットチャート「東京で一番売れているレコード」を掲載開始。
- 1964年 - 4月号で初めてビートルズ特集を組む。1か月後、表紙だけ切り取られた同誌が大量に返品されてきたという[1]。
- 1998年 - 12月休刊[2]。
- 2011年 - iPad/iPhone用のアプリ「MUSIC LIFE plus」で再刊。
- 2018年 - ウェブサイトで復刊。

## 雑誌の特徴
再復刊後の1950年代は、ジャズや翻訳ポップスを中心に取り上げ、日本の歌手やバンドも紹介していた。表紙には「ジャズの月刊雑誌」と銘打たれているが、このころ日本ではアメリカ系のポピュラー・ミュージック全体を指してジャズと呼んでいた。
1961年、同じ新興音楽出版社から、『ダウン・ビート』（アメリカのジャズ専門誌）の日本語版が創刊されたことをきっかけに、米英のポップス・ロックの専門誌に特化していく。
1960年代にはビートルズやウォーカー・ブラザーズ等、1970年代にはクイーンやチープ・トリック、ジャパン等を積極的に取り上げた。星加ルミ子や水上はる子、東郷かおる子らのロック好きの名物編集者を生んだ。星加と東郷は、70年代前半にロックのラジオ番組のDJを担当したこともある。
1977年、姉妹誌『ロック・ショウ』を創刊。
洋楽雑誌として長く最大の発行部数を誇っていたが、1987年に『rockin'on』にトップの座を譲る。
70年代後半から他誌があまり得意としていなかったヘヴィメタル、ハードロックにも力を入れ、後の1984年の専門誌『BURRN!』の創刊へ発展。『BURRN!』創刊後も、ヘヴィメタル・ハードロックバンドを継続して特集していた。さらに1988年にポップス寄りのロック専門誌『クロスビート』が創刊。

## 関連人物
- 加藤省吾
1946年復刊時の編集長。川田正子を取材した際に作詞を依頼された「みかんの花咲く丘」がヒットし、後に専業作詞家となる。2000年死去。
- 草野昌一
1951年復刊時の編集長。その後、シンコーミュージック・エンタテイメント専務取締役を経て、会長。2005年死去。
- 星加ルミ子
1965年から1975年までの編集長[3]。日本で初めてビートルズの単独インタビューに成功し、売り上げ部数を飛躍的に伸ばした。
- 岸部シロー
1968年7月から1969年3月まで音楽特派員として活動。その後ザ・タイガースに加入。
- 水上はるこ
1975年から1978年頃までの編集長。その後『JAM』の編集長を務めるが、わずか数年で休刊。
- 東郷かおる子
1978年頃から1990年までの編集長。「ミーハーは素敵な合言葉」という名科白を残した。
- 酒井康
1970年代後半から1984年頃の副編集長。1984年に日本初のヘヴィ・メタル雑誌『BURRN!』を創刊、初代編集長を務めた。
- 増田勇一
1992年末から1997年までの編集長。休刊後はフリーライターとして現在も活動中。『BURRN!』創刊時のメンバー。
- 大貫憲章
『一枚のレコード』というコラムをライターとして初めて執筆。
- 長谷部宏
専属カメラマン。1965年の星加ルミ子のビートルズ単独取材に同行し、日本人カメラマンとして初めてビートルズを撮影。以降、90年代終わりまでに、数々の海外ロック・ミュージシャンを撮影し続けた[4]。

## 再刊
- 2011年1月、「MUSIC LIFE plus」としてiPad/iPhone用の無料アプリで復活。ビートルズからザ・フー、デヴィッド・ボウイまで、各号様々なミュージシャンの特集で構成され、音楽を中心に様々なライフスタイルのエッセイも掲載。有料版では昔のMUSIC LIFE誌も購入できた。2015年11月末日公開を停止[5]。
- 執筆陣に東郷かおる子、サエキけんぞう、いしいしんじ、川越剛、飯田和俊、鈴木惣一郎、橘野準、米田智彦など。編集長は佐藤理。
- 2018年4月、「MUSIC LIFE CLUB」として新たにウェブサイトが開設された[6]。

## 書籍
- ミュージック・ライフ大全（2023年3月20日、シンコーミュージック）

## 関連書籍
- 『ミュージック・ライフ 東京で1番売れていたレコード 1958〜1966』澤山博之監修・著、シンコーミュージック・エンタテイメント、2018年。ISBN 978-4-401-64653-1

『ミュージック・ライフ』に掲載されていた「東京で一番売れているレコード」（1958年〜1966年）のランキングデータを掲載。